# Hardcopy (Software)
Hardcopy ist ein kostenloses Programm zur Anfertigung von Screenshots (Bildschirmfotos) unter Microsoft Windows. Das Programm weist viele Einstellungen bei der Erzeugung von Screenshots auf, zum Beispiel kann man Anmerkungen und Hinweise einfügen und fest damit verknüpfen. Die Software wird seit Ende der 1990er Jahre vom Deutschen Siegfried Weckmann entwickelt und ist in zahlreichen Sprachen verfügbar.

## Eigenschaften

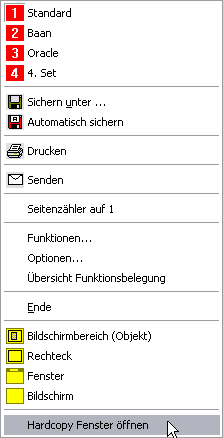
Screenshot des Benachrichtigungsfeld-Menüs

Das Programm erlaubt zahlreiche Kombinationen aus Aktionen (beispielsweise Tastenkombinationen, Mausaktionen oder Verzögerungszeiten) und den ausgelösten Screenshot-Funktionen (beispielsweise nur das aktive Fenster). Die erzeugten Screenshots können auf verschiedene Weise verarbeitet werden:
- Drucken.
- In die Zwischenablage kopieren.
- Als Datei speichern, zum Beispiel als JPG oder PNG.
- In ein offenes Fenster eines Microsoft-Office-Produktes einfügen.
- Per E-Mail verschicken.
- Per FTP-Konto auf einen Server hochladen.
- In eine Serie von Bildern einfügen (diese kann später als TIFF gespeichert werden).

Mit zusätzliche Einstellungen lässt sich festlegen, ob Mauszeiger und Startleiste mit abgebildet werden sollen oder die Screenshots automatisch in Graustufen oder bestimmte Größen umgerechnet werden sollen. Alle Einstellungen lassen sich in sogenannten Einstellungssets abspeichern, zwischen denen schnell gewechselt werden kann.
Es lassen sich geometrische Formen sowie Text, Pfeile, Rechtecke usw. einfügen; Hintergrund, Rahmen usw. dieser „Effekte“ können benutzerdefiniert gestaltet werden. Außerdem erlaubt Hardcopy das Abspielen vorher aufgezeichneter Makros und die Anwendung von vor-/nachher BASIC-Scripten auf das Bild.

## Formate und Plugins
Das Programm unterstützt zahlreiche Formate zur Erstellung und Konvertierung von Bilddateien. Zu den wichtigsten gehören:
- ANI
- BMP
- CUR
- EPS
- GIF
- HCP
- ICO
- JPG
- PCT
- PNG
- PSD
- PSP
- TIFF